# Campanya de Darfur
La campanya de Darfur o l'Expedició angloegípcia a Darfur de 1916 va ser una operació militar de l'Imperi Britànic i del Sultanat d'Egipte, realitzada com una invasió preventiva al Sultanat de Darfur.
El sultà de Darfur, Ali Dinar, va arribar al poder amb l'ajut dels britànics després de la seva victòria en la Guerra del Mahdí, però durant la Primera Guerra Mundial va augmentar la seva rebel·lia, negant-se a pagar el seu tribut al govern sudanès i mostrant simpatia a l'Imperi Otomà el 1915.
El sirdar Reginald Wingate va organitzar una força de prop de 2.000 homes, sota el comandament del tinent coronel Philip James Vandeleur Kelly. La força va entrar a Darfur al març de 1916, va derrotar l'exèrcit fur en Beringia i va ocupar la capital Al-Fashir al maig.
Ali Dinar va poder fugir a les muntanyes, i els seus intents de negociar la seva rendició amb els britànics van fracassar. La seva ubicació va ser descoberta i els britànics van enviar una petita força. El sultà va morir en combat al novembre de 1916.
Posteriorment, Darfur es va adjuntar completament a l'administració britànica del Sudan angloegipci i va romandre part del Sudan quan es va independitzar.

## Antecedents
A finals del segle xix i principis del segle xx, Darfur (que significa «terra dels fur») era un país independent, situat a l'oest del Sudan i a l'est del que llavors era l'Àfrica Equatorial Francesa. És igual de gran que França i es pot dividir en tres regions: una regió semiàrida al nord amb poca pluja que s'uneix al desert del Sàhara; una regió central dividida en dos per les muntanyes Djebal Marra, que s'eleven a 3.048 m sobre el nivell del mar i que estan envoltades per sorra i roques planes a l'est i a l'oest; i una regió al sud que té un sòl ric al·luvial i una abundant precipitació anual.
El Sultanat de Darfur va ser un dels regnes que s'estenien a través del centre d'Àfrica. En 1874, va ser envaït pels seus veïns islàmics del sud. Com a resultat, el país va ser annexat a Egipte, que posteriorment es va unir amb el Sudan angloegipci.

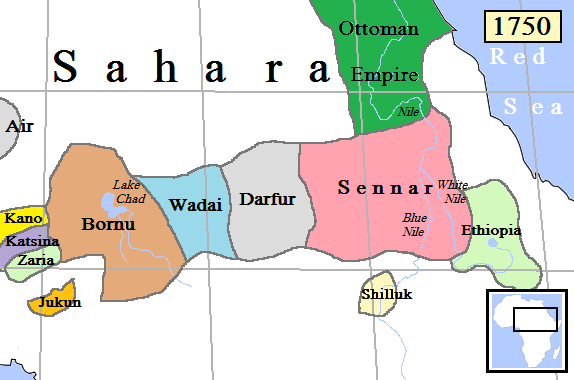
Entitats polítiques al Sahel oriental, al voltant de l'any 1750, amb Darfur en gris

Això va durar fins a la Guerra del Madhí (del 1881 fins al 1889), quan la sobirania anglo-egípcia es va reduir temporalment per les forces de Muhàmmad Àhmad, fins que el control anglo-egipci de la regió va ser restablert després de la batalla d'Omdurman el 2 de setembre de 1898.
En 1899, Ali Dinar va esdevenir el sultà de Darfur amb l'aprovació del llavors sirdar Lord Kitchener, a condició que pagués un tribut anual als britànics. Les relacions entre Dinar i els anglo-egipcis eren vigilades per l'Inspector General Rudolf Carl von Slatin, que tenia coneixement de la regió de Darfur i de la seva gent.
L'statu quo es va mantenir fins que van començar les disputes sobre quin era el límit occidental exacte de Darfur. Els britànics creuen que el retard en la resolució d'aquests conflictes, juntament amb la propaganda en contra del govern, va conduir a un canvi en l'actitud de Dinar cap a ells. Les seves exigències no van ser ateses per la negativa de Dinar de no permetre als europeus d'entrar a Darfur. Les polítiques internes de Dinar van causar disturbis interns entre la part àrab de la població que estaven generalment en contra d'ell, com el cas de la tribu rizeigat del sud-oest de Darfur, «obertament hostil».
En conèixer la notícia de la guerra entre l'Imperi Britànic i l'Imperi Otomà, Dinar es va fer més desafiant. L'abril del 1915, va renunciar la seva lleialtat al govern del Sudan angloegipci, declarant-se a favor de l'Imperi Otomà i va contactar amb ells a través dels Senussi. En aquest moment, Darfur tenia una població de poc menys d'1.000.000 controlat pel que va ser descrit com un «exèrcit d'esclaus» d'uns 10.000 homes.
Al desembre, la situació s'havia deteriorat fins al punt que es va enviar una petita unitat de l'Egyptian Camel Corps per a protegir el comerç en Nahud, i al mateix temps actuar com una advertència contra l'ofensiva que estava preparant Dinar contra la tribu rizeigat. Dinar va poder contrarestar el desplegament del destacament del Camel Corps movent les seves pròpies tropes (40 de cavalleria i 90 d'infanteria) per a reforçar Jebel el Hella. No obstant això, es creu que per llavors els britànics ja estaven preparant-se per a envair Sudan.

## L'expedició

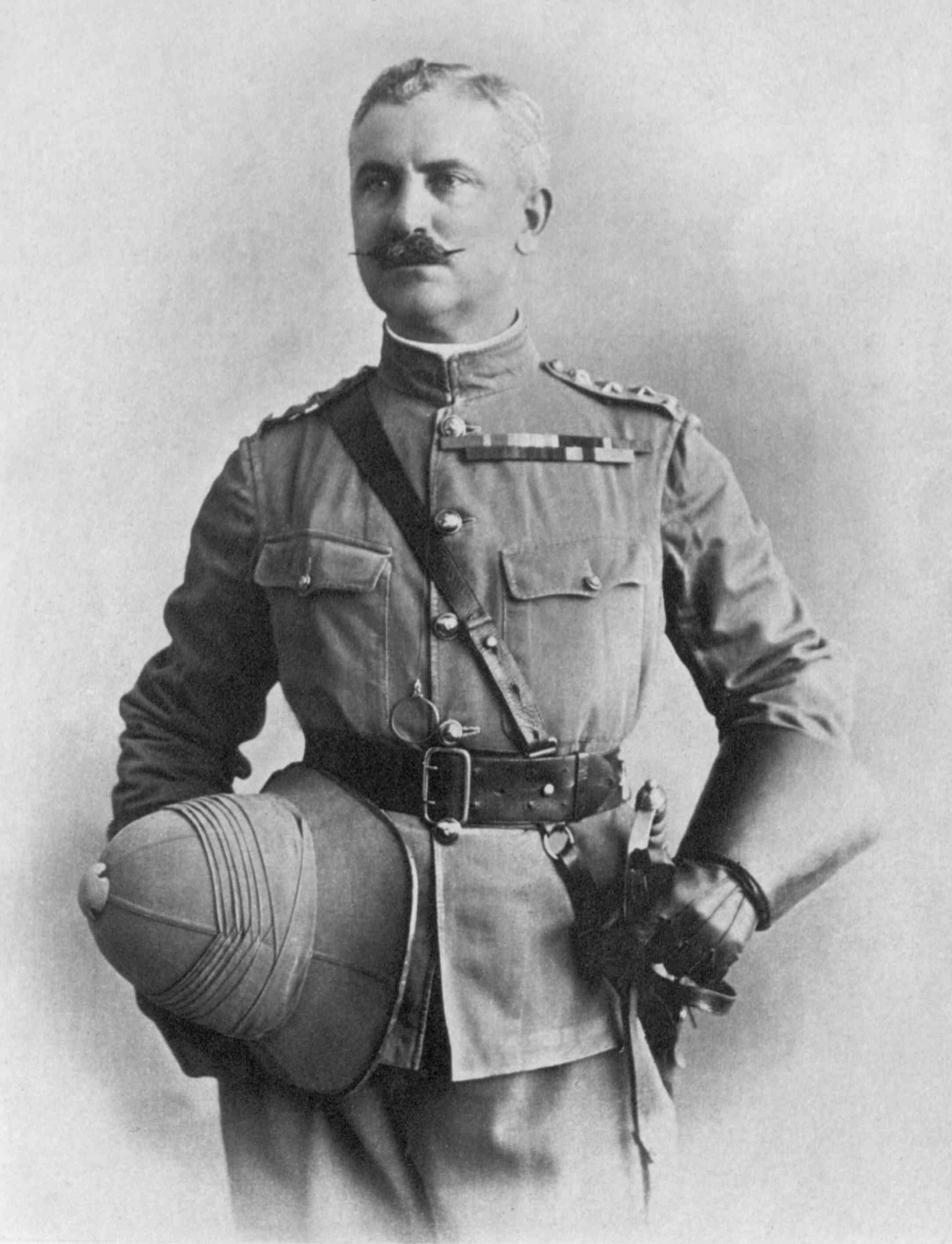
Sirdar Reginald Wingate

Per a contrarestar l'amenaça esperada del Sudan, el sirdar Reginald Wingate va reunir una força a Nahud. El comandant era el britànic tinent coronel Philip James Vandeleur Kelly, del 3rd The King's Own Hussars, adscrit a l'exèrcit egipci. Aquesta força es va compondre de:
- Dues companyies d'infanteria muntada, comandada pel Major Cobden (del 9a Llancers).
- Cinc companyies del Camel Corps, comandada pel Major Huddleston (del Dorset Regiment).
- Sis companyies de 13è i 14è batallons d'infanteria del Sudan, comandada pel Major Bayly (de la Royal Welsh Fusiliers) i pel Major Darwell (de la Royal Marine Light Infantry).
- Dues companyies del batalló àrab, comandada pel Major Cowan (del Cameron Highlanders).
- Dues companyies del 14è batalló d'infanteria d'Egipte.
- Dues bateries d'artilleria de 12-pounder, que també es van incloure dues metralladores Maxim, comandats pel Major Spinks (de la Royal Artillery).
- Una bateria de metralladores Maxim.[4][8]

Sumant les unitats mèdiques i altres unitats no combatents, la força total va ser al voltant de 2.000 homes.
Els serveis d'intel·ligència van reunir informació que confirmava la teoria que Dinar anava a envair Sudan, per la qual cosa al març de 1916 Wingate va ordenar a Kelly que creués la frontera i ocupés Jebel el Hella i Um Shanga. Els dos llogarets oferien els únics subministraments permanents d'aigua que estaven en el camí cap a El Fasher, la capital de Darfur.
El 16 de març, cinc companyies del Camel Corps i de la infanteria muntada, amb el suport d'una bateria d'artilleria de 12-pounder i una bateria de metralladores Maxim, van travessar la frontera de Darfur i quatre dies més tard van ocupar Um Shanga. La seva única oposició va ser petit lloc d'observació que es va veure obligat a retirar-se. De forma inesperada, quan va arribar la força anglo-egípcia, es va trobar que el subministrament d'aigua a Um Shanga era escàs. Amb el cos principal de la seva força que arribaria a la nit i tenint només dos dies subministrament d'aigua, Kelly va considerar retirar-se de nou cap al Sudan. Però en lloc d'això, va dividir les seves forces, creant una columna de moviment ràpid formada per 30 exploradors de la infanteria muntada, 240 homes del Camel Corps, dues peces d'artilleria i 8 metralladores Maxim, que va deixar a Jebel el Hella a la matinada del 22 de març.

### Jebel el Hella
La columna mòbil de Kelly només es va enfrontar contra una lleugera oposició dels exploradors fur a uns 6 km de Jebel el Hella. Era una força de 800 genets fur que van tractar d'envoltar-los, però el foc de les metralladores dels anglo-egipcis ho va impedir. Després d'avançar uns altres 3 km, la columna va ser envoltada per una gran quantitat de tropes fur en una vall boscosa i es van haver de defendre amb el foc d'artilleria i de les metralladores. Després d'obligar a les tropes fur a dispersar-se, la columna va arribar a Jebel el Hella a les 14.15 pm i van assegurar els pous sense cap oposició més.

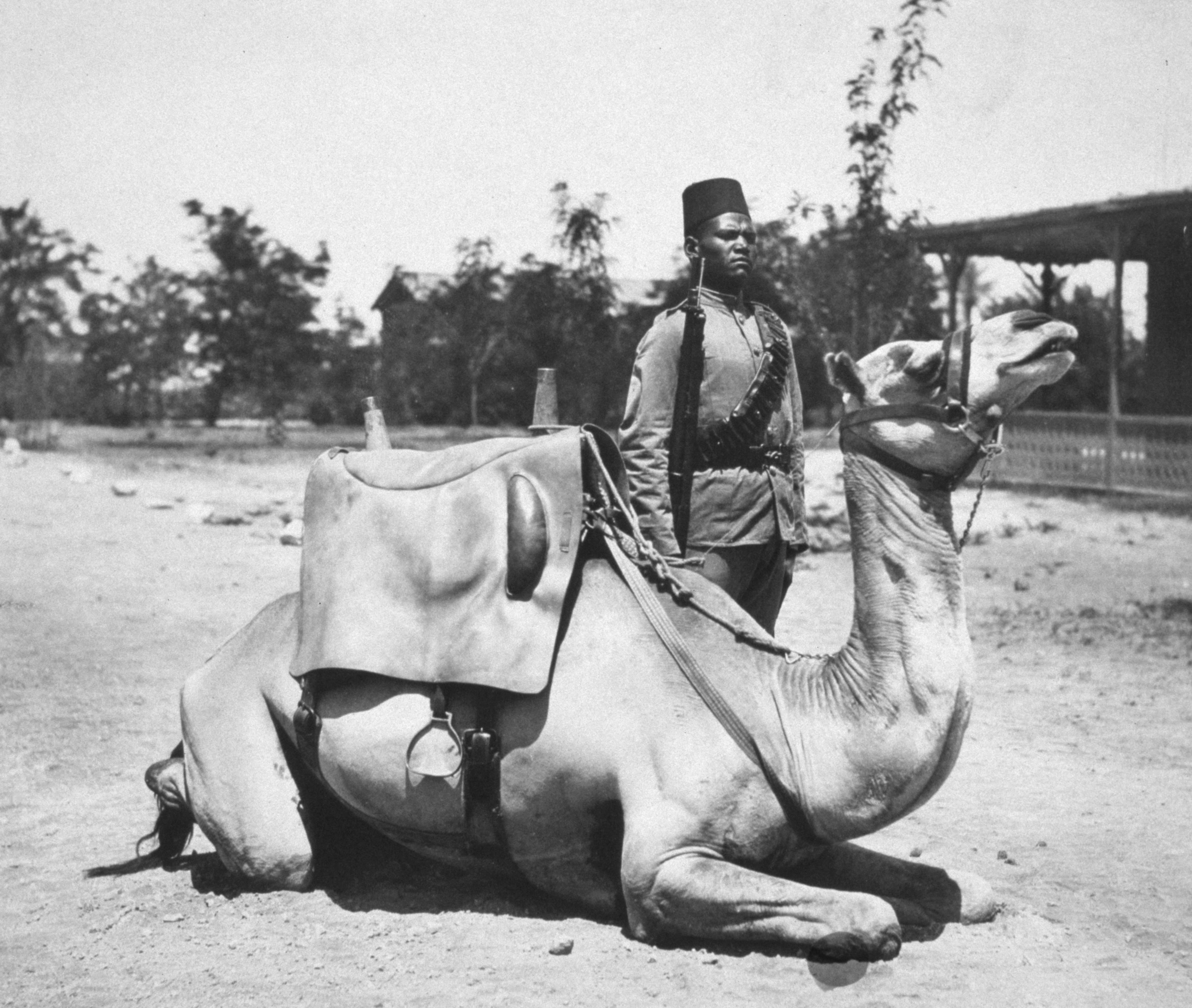
Soldat de les forces anglo-egípcies

Kelly va enviar un petit grup de reconeixement per a comprovar els pous de Lugud, a 3 km de distància, que van ser ocupats quan la resta de la força de Kelly va arribar el 26 de març. Durant el seu avanç, les baixes anglo-egípcies van ser descrites com a «insignificants», mentre que les forces fur havien perdut vint homes entre morts i ferits. Amb la completa ocupació de Jebel el Hella, els anglo-egipcis van assegurar una de les rutes d'invasió al Sudan.
La principal força de l'exèrcit fur es trobava en aquell moment en la seva capital, El Fasher, i s'estima que estava formada d'entre 4.000 i 6.000 fusellers amb subministraments adequats de munició. Estaven armats amb diferents tipus de fusells d'avantcàrrega antics, fusells Martini-Henry, rifles Remington, escopetes, llances, escuts i cotes de malla. Estaven recolzats per un nombre indeterminat de tropes auxiliars armats només amb llances. Alhora, Dinar estava concentrant les seves tropes d'altres regions a la capital. Les tropes que estaven en contacte amb les forces anglo-egípcies i una petita quantitat de reforços, s'agrupaven en Burush i Kedada.

### Els problemes de subministrament
Wingate va creure que Dinar evitaria una gran batalla a les províncies i que reuniria les seves tropes a El Fasher fins a l'inici del període de pluges, cosa que beneficiaria al seu estil de lluita de guerrilles i d'incursions contra la columna anglo-egípcia i les seves línies de comunicació.
No obstant això, la preocupació immediata de Kelly era la de proporcionar aigua i subministraments a les seves tropes. L'expedició anglo-egípcia va coincidir amb un període d'absència de precipitacions i, una vegada que es van esgotar tots els subministraments, el seu punt de subministrament més proper era l'estació de ferrocarril d'Al-Ubayyid, a uns 480 km a l'oest.
Per a superar alguns dels seus problemes de proveïment, Wingate va començar la construcció d'un camí adequat per a camions, que havia obtingut per a complementar el transport en camell. El camí s'estendria des de la línia de ferrocarril a Rahad a Taweisha després a la capital d'El Fasher, a uns 740 km. Un cop finalitzat, un viatge amb vehicles des de la línia de ferrocarril fins a la capital duraria quatre dies.
El general Sir Archibald Murray, comandant de la Egyptian Expeditionary Force (Força Expedicionària Egípcia) que va lluitar en la campanya del Sinaí i Palestina, va enviar quatre avions de la Royal Flying Corps (RFC), canons de 15 lliures i municions, aparells de ràdio i vehicles de transport lleuger, per a ajudar a l'expedició.

### El reconeixement d'abril
A principis d'abril, les patrulles de reconeixement anglo-egípcies van localitzar un petit nombre de tropes fur en Burush, Um Eisheishat i Um Kedada. Al seu sud, les tropes fur desplegades a Taweisha es van retirar cap a Tulu. Kelly va organitzar una gran força de reconeixement per a dirigir-se a l'oest, a Abiad, amb tres objectius: 
- localitzar qualsevol subministrament d'aigua pels seus homes i animals.
- dispersar les tropes de fur de Burush i Um Kedada.
- negar a les forces fur l'accés als pous d'aigua en Abiad i al mateix temps assegurar la ruta entre Nahud i El Fasher.[9]

El 3 d'abril, la força anglo-egípcia formada per dues companyies d'infanteria muntades, quatre peces d'artilleria, 6 metralladores Maxim i el 13è Batalló Sudanès, va arribar Burush al migdia i van atacar a una unitat de cavalleria fur. L'endemà, van continuar el seu avanç cap a Um Kedada. Aquesta vegada es van trobar amb una força de 700 fur, alguns atrinxerat enfront dels pous, però les armes anglo-egípcies van obrir foc contra ells i els van obligar a retirar-se.
Quatre dies després, el 8 d'abril, va continuar el reconeixement anglo-egipci. A primera hora de l'endemà van aconseguir Abiad, i van descobrir que les tropes fur havien abandonat el lloc la nit anterior. Van deixar una guarnició de quatre companyies d'infanteria sudanesa i quatre canons, i la resta va continuar cap a Darfur. La guarnició que va romandre a Abiad va ser atacada el 14 i 15 d'abril, però no es van registrar les víctimes.
A finals del mes, es van assegurar les línies de comunicació i els camins, amb grans destacaments de tropes anglo-egípcies en Abiad, Um Kedada, Burush, Lugud, Jebel el Hella i Um Shanga. Al mateix temps, es va establir un sistema de llocs d'observació al llarg de la frontera entre Gabr el Dar fins a Shebb amb el suport de 260 nadius amistosos, que van ser armats amb rifles Remington. Altres 200 homes pertanyents a la tribu Kababish van ocupar Jebel Meidob per a vigilar la carretera de Darfur a les terres Senussi, al nord.

### L'avançament de maig per al contacte
Al maig, les forces anglo-egípcies van començar a reforçar les seves línies de comunicació i a proveir-se de subministraments per a poder continuar l'avanç.
El 5 de maig, una força de 500 fur van atacar la guarnició anglo-egípcia en Abiad, i quatre dies més tard van atacar a una estació de telègraf a 5 km a l'est d'Abiad.
El 12 de maig, un avió de reconeixement de la RFC va sobrevolar El Fasher deixant caure pamflets sobre la població. Els pamflets anunciaven que si Dinar fos derrocat, hauria llibertat religiosa i justícia per a tothom, que els líders tribals mantindrien la seva posició si es rendien, i que no hauria repressions.
El 14 de maig, Kelly va completar els seus preparatius per a avançar cap a El Fasher i va reunir una força a Abiad formada per 60 exploradors d'infanteria muntada, 4 companyies del Camel Corp amb dues metralladores Maxim pròpies, 8 companyies de la 13a i 14a Infanteria del Sudan i del Batalló Àrab. Van ser recolzats per 8 peces d'artilleria, 14 metralladores Maxim i un hospital de campanya. Kelly encara patia per l'escassetat d'aigua i va dividir la força en dues columnes. La columna A seria de moviment lent, mentre que la columna B seria més mòbil. Les dues columnes es reunirien en un punt de trobada a 65 km a l'oest d'Abiad i a 45 km del poble de Meliet, que tenia un subministrament d'aigua ben conegut.
Les patrulles de reconeixement van localitzar una petita guarnició fur en Meliet i Kelly la va convertir en el seu primer objectiu. Un cop que els anglo-egipcis capturessin Meliet, estarien ben posicionats per a atacar la capital, El Fasher. Just després de les 4.00 am del 15 de maig, una petita unitat d'exploradors d'infanteria muntada va capturar un lloc d'observació fur a 3 km d'Abiad. La lenta columna A va deixar Abiad el 15 de maig, i la va seguir la columna B l'endemà. Les dues columnes van arribar a la cita el 17 de maig. Al mateix matí, un avió de reconeixement de la RFC va bombardejar una força de al voltant de 500 soldats fur en Meliat. L'endemà, les dues columnes de Kelly van arribar al llogaret, on van trobar que els fur l'havien evacuat deixant alguns dels seus subministraments enrere. El 19 de maig, un avió de reconeixement de la RFC va informar que no hi havia rastre de tropes fur a menys de 25 km. No obstant això, la força anglo-egípcia estava esgotat del seu viatge i va romandre a descansar en Meliat.

### La batalla de Beringia
A les 5.30 am del 22 de maig, va continuar l'avanç anglo-egipci, però la naturalesa del terreny, format principalment per turons baixos de sorra que ocultaven terreny i per arbusts dispersos que reduïen la visibilitat a uns pocs centenars de metres. Des del principi, es van observar grans grups de cavalleria i camellers fur. Així que en lloc d'enviar als seus exploradors, Kelly va formar un grup d'avançada amb la infanteria muntada, una companyia de camellers i quatre metralladores Maxim. A les 10.30 am, es van observar tropes fur en una posició fortament defensiva al poble de Beringia.

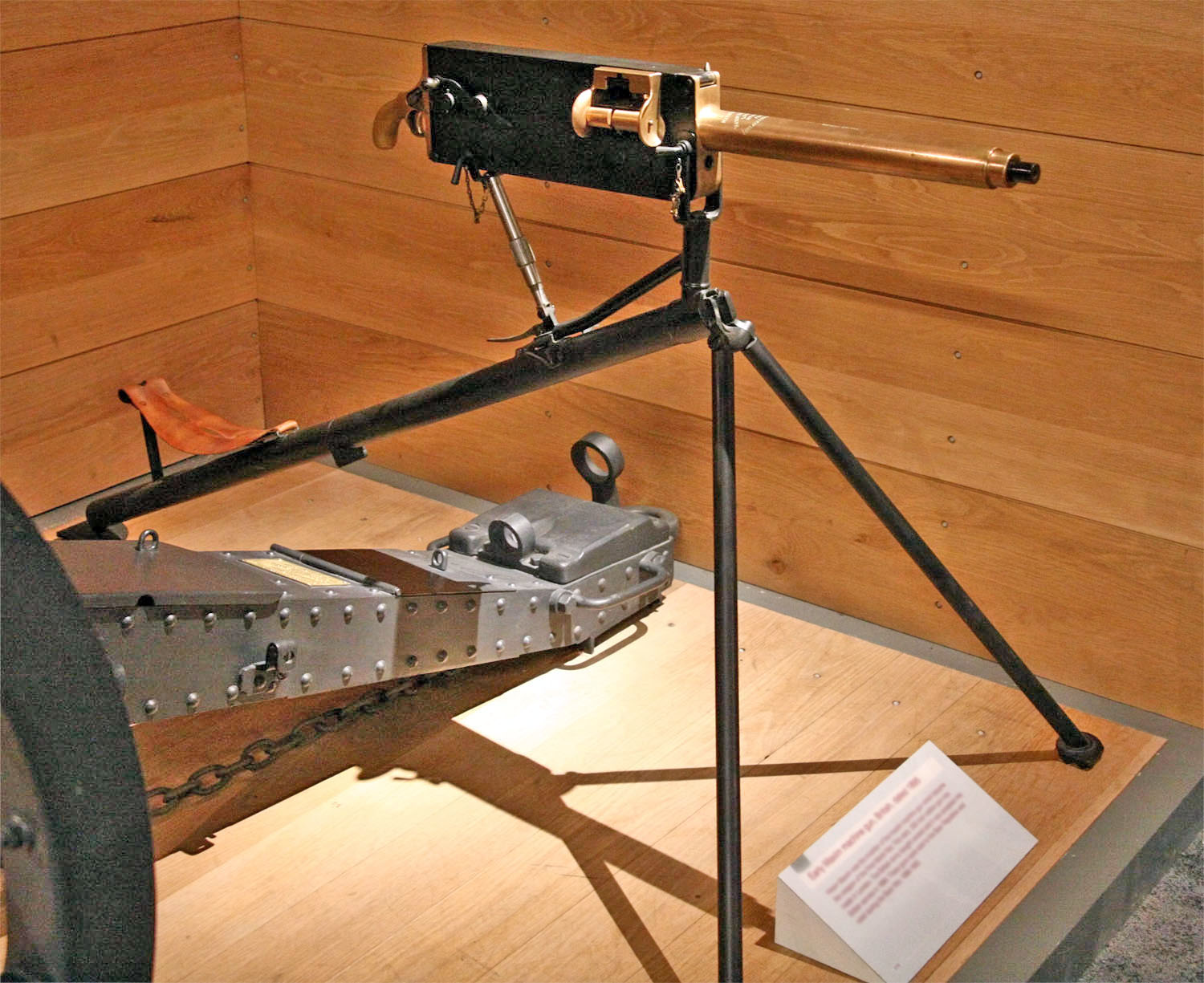
Metralladora britànica Maxim muntada en un trípode

El comandant de l'exèrcit fur, Ramadan Ali, s'havia establert a uns 1.800 m en una trinxera en forma de mitja lluna, quasi totalment oculta a les tropes anglo-egípcies que avançaven per un uadi. El pla d'Ali era que els anglo-egipcis avancessin fins ben a prop per a poder tendir una emboscada des de les seves trinxeres, amb la creença que la seva força pogués guanyar abans que les peces d'artilleria i les metralladores poguessin causar danys greus a les seves tropes.
L'artilleria anglo-egípcia va obrir foc contra les trinxeres dels fur, fent retrocedir a les tropes fur. Es van veure genets fur per l'esquerra dels anglo-egipcis, i van ser atacats per l'artilleria que tenia un abast de 1.500 m. Els anglo-egipcis van formar un quadrat i van avançar 730 m, i després van començar a cavar trinxeres. Alhora, es va ordenar als soldats d'avantguarda d'ocupar la posició més alta a la part davantera dreta i al sud-oest de la plaça. Per a contrarestar l'amenaça de la cavalleria fur de la seva esquerra, Kelly va enviar una companyia de la Camel Corps i una secció de metralladores Maxim per assegurar el terreny més alt ocupat.
Les forces anglo-egípcies es van establir a 460 m de Beringia. La posició principal de l'exèrcit fur estava a 550 m al sud del llogaret, estenent-se al llarg de 915 m d'est a oest en forma de semicercle.
Els exploradors de Kelly no podien veure totes les posicions de l'exèrcit fur, així que Kelly va decidir de llançar un atac immediat. Mentre que ell estava organitzant l'assalt, Huddleston, al comandament de la Camel Corps i escortat per canons d'artilleria i metralladores, va atacar per iniciativa pròpia i va poder entrar al poble.
Al dirigir-se cap al sud, els anglo-egipcis van ser objecte d'un intens foc de les trinxeres fur i es van veure obligats a retirar-se, perseguits per alguns soldats fur. No obstant això, quan van arribar dins de l'abast de l'artilleria i metralladores instal·lades al poble, els anglo-egipcis van obrir foc contra el seu flanc obert. En veure això, la resta de l'exèrcit fur va deixar les seves trinxeres i va atacar el costat sud de la plaça. El sud de la plaça estava defensada d'esquerra a dreta per una bateria d'artilleria, tres companyies d'infanteria, una altra bateria d'artilleria, una companyia d'infanteria i una secció de metralladores Maxim. Hi va haver llavors una bretxa d'al voltant 140 m abans que una altra companyia d'infanteria i una secció de metralladores Maxim es van col·locar mirant cap a l'est. Kelly va reforçar el sud de la plaça, amb dues seccions de metralladores Maxim i una companyia del Batalló àrab. L'atac dels fur va durar al voltant de 40 minuts, però finalment va fracassar i el qui més es va apropar a la plaça ho va fer al voltant de 9 metres.
Kelly va ordenar una contra-atac amb la infanteria, amb el suport de la seva artilleria i amb metralladores Maxim avançant al costat de la infanteria. L'exèrcit fur es va desfer i els supervivents es van retirar, deixant enrere a 231 morts, 96 greument ferits i 1.000 ferits lleus, d'una força de més de 3.600 homes. Les baixes anglo-egípcies van ser de 4 oficials ferits, 5 morts i 18 soldats ferits.
A les 16.00 h, Kelly va reprendre el seu avanç cap a El Fasher i a la nit va arribar a prop de la capital.
L'exèrcit fur junt amb una força de 500 de cavalleria i 300 d'infanteria van atacar el campament angloegipci a les 3.00 h del 23 de maig. L'artilleria de Kelly va obrir foc amb obusos d'il·luminació per a il·luminar el camp de batalla. Els fur van ser derrotats i es desconeixen les baixes dels fur, però l'única baixa angloegípcia va ser un artiller ferit.
A les 6.00 h, els angloegipcis estaven a punt d'aixecar el campament quan diversos centenars de soldats fur van aparèixer en el seu flanc esquerre. El angloegipcis van contraatacar i els van obligar a retirar-se amb el suport de l'artilleria, el foc de les metralladores i del bombardeig aeri.
A les 10.00 h, Kelly i les seves tropes muntades van entrar a la capital, i la van trobar deserta a excepció d'algunes dones. El sultà Ali Dinar havia deixat El Fasher acompanyat de 2.000 soldats després d'assabentar-se de la derrota de Beringia. Els anglo-egipcis van capturar de la ciutat quatre peces d'artilleria, 55.000 bales per a armes petites i 4.000 fusells.

### Dibbis i Kulme
Ali Dinar va fugir a les muntanyes de Jebel Marra, a 80 km al sud-oest d'El Fasher, junt amb 2.000 homes. Les tropes de Kelly no els van poder perseguir immediatament a causa de la falta de subministraments i per l'esgotament. No obstant això, Ali Dinar va demanar als anglo-egipcis de discutir els termes de la rendició. Les converses van continuar fins a l'1 d'agost, quan Kelly les va finalitzar quan va veure que era evident que Ali Dinar simplement volia guanyar temps. Els seguidors d'Ali Dinar van començar a abandonar-lo fins que es va quedar amb al voltant de 1.000 homes.
En aquell moment, les tropes de Kelly havien ocupat Kebkebia, a 130 km a l'oest d'El Fasher.
Huddleston, amb les seves tropes del Camel Corps, junt amb homes del 13è batalló d'infanteria del Sudan, dues peces d'artilleria i quatre metralladores Maxim (200 homes en total) van ser enviats a ocupar Dibbis, a 180 km al sud-oest d'El Fasher. Van arribar Dibbis el 13 d'octubre i es van enfrontar amb una força fur de 150 fusellers i 1.000 homes armats amb llances, derrotant-los després d'una breu lluita. Després d'això, Ali Dinar es va apropar de nou als anglo-egipcis per discutir els termes de la rendició. Ali Dinar només intentava guanyar temps, però Kelly va enviar 100 homes del 13è batalló de la infanteria sudanesa per a reforçar a Huddleston.

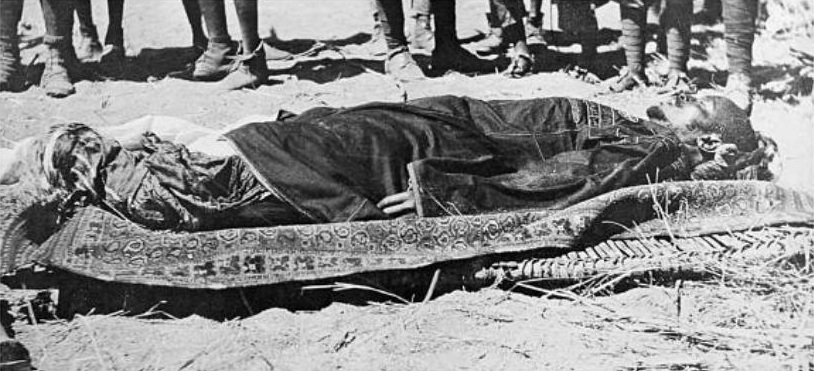
El cos d'Ali Dinar, novembre de 1916

Huddleston va descobrir que Ali Dinar estava amagat en Kulme, a 80 km a l'oest. Les tropes fur restants estaven en mal estat, i les tropes de Huddleston esperaven que oferissin poca resistència a causa de la gana i a les malalties. Sense esperar reforços Huddleston va marxar sobre Kulme. Va ocupar el poble gairebé sense oposició el 3 de novembre, van capturar diversos centenars de presoners i la resta del material militar d'Ali Dinar. Alguns membres de la seva família propera es van rendir.
Ali Dinar, evitant la batalla, va fugir a Jebel Juba, al sud-oest de Kulme. Dos dies més tard, el 5 de novembre, Huddleston, amb 150 homes, una peça d'artilleria i quatre metralladores Maxim, muntats en cavalls capturats, van partir en la seva persecució. Huddleston va trobar el campament d'Ali Dinar, el 6 de novembre i va obrir foc a una distància de 460 m. Les tropes fur van fugir, perseguits per la força d'Huddleston fins al voltant d'1,5 km del campament fur. Les tropes d'Huddleston van descobrir el cos d'Ali Dinar amb un tret al cap.

## Conseqüències
Després de l'expedició, Darfur va perdre la seva independència i va esdevenir part del Sudan.
La factura de 500.000 £ pel cost de l'expedició va ser enviada al Govern d'Egipte, a El Caire, perquè fos pagada pels contribuents d'Egipte.
També van ser reconeguts els comandants britànics de l'operació. En 1917, Wingate va esdevenir el British High Commissionaire for Egypt. El comandant de l'expedició anglo-egípcia, Kelly, va esdevenir el primer governador de la província de Darfur, amb la seva oficina ubicada a la sala del tron del palau del sultà fins al maig de 1917. Després va ser ascendit a brigadier general i va rebre el comandament de la 5a Brigada Muntada, que va formar part de la Divisió Muntada Australiana durant la Campanya de Palestina.